# Cyrtodactylus bapme
Cyrtodactylus bapme — вид ящірок з родини геконових (Gekkonidae). Описаний у 2021 році.

## Назва
Видовий епітет bapme перекладається як «гекон» з мови гаро, корінного населення регіону, де трапляється цей вид.

## Поширення
Ендемік Індії. Поширений у горах Гаро у штаті Мегхалая на сході країни.